# Bierk
Bierk (Frans: Bierghes, Waals: Bièrk) is een dorp in de Belgische provincie Waals-Brabant en een deelgemeente van Rebecq. Het ligt langs de Waals-Vlaamse gewestgrens en de Nederlands-Franse taalgrens. Bierk grenst aan Heikruis in de Vlaams-Brabantse gemeente Pepingen. Ten westen van Bierk ligt Edingen in Henegouwen. Tot 1 januari 1977 was het een zelfstandige gemeente.

## Economie
Porfier, een stollingsgesteente dat vanwege zijn hardheid veel gebruikt wordt voor straatstenen en als steenslag voor beton en spoorwegballast, wordt gewonnen in Bierk. De steengroeve bevindt zich in het westen van Bierk, tegen de grens met Lettelingen, en produceert 300.000 ton per jaar.

## Verkeer en vervoer
Bierk wordt doorsneden door de N7, de steenweg van Halle naar Edingen. Door het zuiden van het grondgebied loopt de autosnelweg A8/E429, die een op- en afrit heeft ter hoogte van Bierk.
Door Bierk loopt spoorlijn 94 tusse Halle en Edingen. Het station Bierk werd gesloten.

## Geschiedenis
Oude vermeldingen van het dorp gaan terug tot de 13de eeuw als Bierghes en Berges. De parochie zou in de middeleeuwen zijn afgesplitst van de moederparochie van Sint-Renelde, waar de oude dorpskern van Bierk nauwelijks een kilometer vandaan ligt.
Tijdens het ancien régime lag Bierk in het graafschap Henegouwen, eerst in de kasselrij 's-Gravenbrakel, later in het baljuwschap Edingen. In 1603 verkochten de heren van Edingen Bierk aan de familie De Landas. Op de Ferrariskaart uit de jaren 1770 is de plaats weergeven als het dorp Bierghes, waarlangs al de steenweg Brussel-Edingen is aangelegd. Ten noordwesten van de dorpskern bevond zich het Château de Ham. Ten westen toont de kaarten de gehuchten Le Sartieau en Stateeldriesch, aan de rand van een bosgebied (Bois de Striehoux) dat zich ten noordwesten daarvan uitstrekt. Parochiaal behoorde Bierk tot het bisdom Kamerijk, na 1559 het aartsbisdom Kamerijk.
Op het eind van het ancien régime werd Bierk een gemeente in het Franse Dijledepartement, later de Nederlandse provincie Zuid-Brabant. De dorpskern lag in het noordoosten van het grondgebied van de gevormde gemeente, tegen de grens met Sint-Renelde aan. Het riviertje de Laubecq scheidt deze dorpskern van het gehucht in de rest van Bierk. Vanaf 1802 behoorde de parochie tot het aartsbisdom Mechelen.
In de tweede helft van de 19de eeuw werd Bierk doorsneden door de spoorlijn Halle-Edingen, enigszins parallel met de oude steenweg. Een station werd geopend nabij de gehuchten ten westen van het dorpscentrum. In de loop van de 19de en 20ste eeuw groeiden deze gehuchten verder uit.
In 1963 werd Bierk door het arrondissement Brussel afgestaan aan het arrondissement Nijvel. Bierk bleef een aparte gemeente tot de fusie van Belgische gemeenten in 1977, toen het samengevoegd werd met Roosbeek en Quenast in de fusiegemeente Rebecq. Ook het dorp Wisbeek, net ten zuiden van Bierk, werd van Sint-Renelde naar Rebecq overgeheveld.
In het noordwesten werd het Bois de Strihou op de grens met Lettelingen een residentiële wijk. Centraal in de deelgemeente werd in de 20ste eeuw een nieuw kerkgebouw opgetrokken.

## Bezienswaardigheden

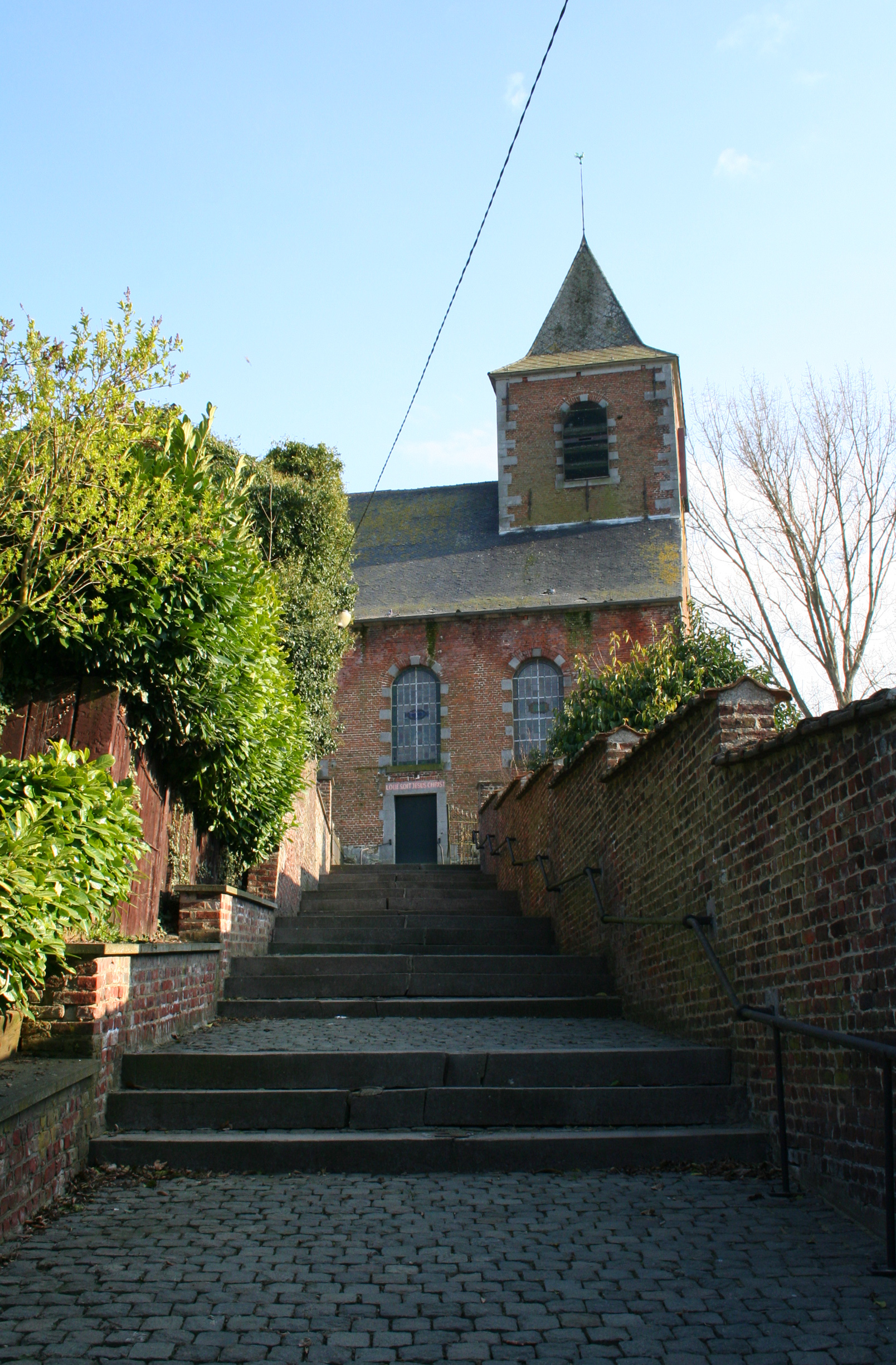
De kerk van Sint-Pieter en Sint-Maarten.

- De Sint-Pieter en Sint-Maartenskerk (Église Saints-Pierre et Martin) werd in 1792 gebouwd met stenen van een eerdere kerk uit de 18e eeuw.
- In 1987 werd de pastorie, met daarbij een oven, atelier en omheiningsmuur, beschermd als monument.
- Ook de hele omgeving van de kerk, waartoe ook het kerkhof, de pastorie en een hoeve behoren, werd als site beschermd.
- De Chapelle de Ham is een sierlijke pijlerkapel uit de 18e eeuw.

## Natuur en landschap
Bierghes ligt aan de taalgrens. In Bierghes ligt een grote steengroeve, behorend tot de Carrières Unies de Porphyre. Hier wordt onder meer porfier gewonnen. De hoogte aan de kerk is 58 meter.

## Politiek

### Lijst van burgemeesters
- 1921-1945 (tot zijn dood): Martin Habils (steenhouwer, POB)[1][2]
- 1947-1955: Léopold Nuttinck (PSC)[3][4]
- 1955-1958: Fernand Habils (PS)[4][2]
- 1958-1976: Léopold Nuttinck (PSC)[3]
- 1976 (interim na de dood van L. Nuttinck): Léon Bruynbroeck[4]
- 1977: fusie (Rebecq)

## Demografische ontwikkeling
- Bronnen:NIS, Opm:1831 tot en met 1970=volkstellingen, 1976= inwonersaantal op 31 december

## Bekende inwoner
Korporaal Léon Trésignies, een soldaat die in België als held van de Eerste Wereldoorlog wordt beschouwd, werd geboren in Bierk in 1886. Deze soldaat zwom op 29 augustus 1914 over het Zeekanaal Brussel-Schelde nabij het gehucht Verbrande Brug in Grimbergen om de brug over het kanaal neer te laten zodat Belgische troepen een tegenaanval op de Duitsers konden inzetten. Hij raakte hierbij dodelijk gewond. In Bierk is een straat naar hem vernoemd.

## Wetenswaardigheden
- De patroonheilige van Bierk is Sint-Maarten.

## Nabijgelegen kernen
Wisbecq, Saintes, Heikruis, Petit-Enghien
Deelgemeenten: Bierk (Bierghes) · Roosbeek (Rebecq-Rognon) · Quenast

Overige kernen: Rognon · Wisbecq

Belgische gemeenten · Arrondissement Nijvel · Waals-Brabant · Wallonië